# Novoorjytske
Novoorjytske (ukrainien : Новооржицьке, russe : Новооржицкое) est une commune urbaine de l'oblast de Poltava, en Ukraine. Elle compte 1 715 habitants en 2021.